# Szatmár (keresztnév)
A Szatmár régi magyar személynév, talán a török sat- szóból ered, aminek a jelentése: elad, kereskedik.

## Gyakorisága
Az 1990-es években szórványos név, a 2000-es években nem szerepel a 100 leggyakoribb férfinév között.

## Névnapok
- április 11.[2]